# Lu Feng
Dl. Feng (en xinès: 陆峰) (* Luoyang, 12 de novembre de 1981), és un futbolista xinès, s'exerceix com migcampista i capità de l'Henan Jianye FC.

## Clubs
| Club            | País | Any         | Partits | Gols |
| Henan Jianye FC | Xina | 2001 - 2003 | 26      | 0    |
| Qingdao Jonoon  | Xina | 2004 - 2005 | 46      | 7    |
| Henan Jianye FC | Xina | 2006 -      | 155     | 12   |

## Palmarès

### Campionats nacionals
- Henan Jianye FC
  - Primera Lliga Xina: 2006